# Murphy's I.O.U.
Pour plus de détails, voir Fiche technique et Distribution.
Murphy's I.O.U est un film muet américain réalisé par Henry Lehrman sorti en 1913.

## Fiche technique
- Titre : Murphy's I.O.U
- Réalisation : Henry Lehrman
- Producteur : Mack Sennett
- Studio de production : The Keystone Film Company
- Distribution : Mutual Film Corporation
- Pays de production : américain
- Format : Noir et blanc - 1,37:1 - Format 35 mm
- Langue : film muet intertitres anglais
- Genre : Comédie
- Durée : une bobine
- Date de sortie : États-Unis 17 avril 1913

## Distribution
- Fred Mace : Murphy
- Mack Sennett : le capitaine de la police
- Dot Farley : la femme
- Henry Lehrman : Cohen
- Nick Cogley : le vagabond
- Phyllis Allen (non confirmée) (non crédité)
- Roscoe Arbuckle (non confirmée) (non crédité)
- Hank Mann (non confirmée) (non crédité)
- Al St. John (non confirmée) (non crédité)
- Ford Sterling (non confirmée) (non crédité)